# Xiphocheilus typus
Xiphocheilus typus Bleeker, 1856 è un pesce di acqua salata appartenente alla famiglia Labridae. È l'unica specie del genere Xiphocheilus.

## Distribuzione
Proviene dall'oceano Pacifico e da parte dell'oceano Indiano, soprattutto da Malaysia e Australia. Vive nelle barriere coralline soprattutto nelle zone ricche di detriti, spesso con substrato sabbioso. Si può trovare anche in acqua salmastra, mentre in mare vive fino a una profondità di circa 85 m.

## Descrizione
Presenta un corpo compresso lateralmente, non particolarmente alto né allungato, con la testa piuttosto schiacciata. La livrea è prevalentemente grigiastra, anche se sulla testa sono presenti striature blu e giallastre. Le pinne sono abbastanza ampie, dello stesso colore del corpo, e la pinna caudale non è biforcuta. I giovani sono verdastri con una fascia scura. Non supera i 12 cm.

## Biologia
Quasi sconosciuta, si hanno pochissime informazioni sulle abitudini di questo pesce.

## Conservazione
A parte l'occasionale cattura da parte dei pescherecci, non è minacciato da particolari pericoli e quindi viene classificato come "a rischio minimo" (LC) dalla lista rossa IUCN.